# NGC 6795
NGC 6795 est un vieil amas ouvert âgé d'environ 950 millions d'années, situé dans la constellation de l'Aigle. Il a été découvert par l'astronome britannique John Herschel en 1830.
Les photographies modernes montrent une région densément peuplée d'étoiles, mais il est difficile d'y voir un regroupement. Cependant, il s'avère que l'étude des propriétés de certaines étoiles de la région montre qu'il y a un amas ouvert aux coordonnées indiquées par Herschel. Toutefois, les bases de données astronomiques Simbad et WEBDA ne contiennent aucun renseignement au sujet de NGC 6795.
Lu professeur d'astrophysique Ashraf Latif Tadross  considère que NGC 6795 est bel et bien un amas ouvert. Dans un article publié en 2011, il indique que la taille apparente de l'amas est de 8,0', qu'il est à une distance de 1 320 ± 61 pc (∼4 310 al) et que son âge est de 0,95 ± 0,04 Ga.